# Annabella (Stati Uniti d'America)
Annabella è una città degli Stati Uniti d'America, situata nello Stato dello Utah, nella Contea di Sevier.